# 孔叔 (郑国)
孔叔，孔氏，又作师叔，春秋时期郑国的卿。
前657年（周惠王二十年、鲁僖公三年、齐桓公二十九年、郑文公十六年）楚军进攻郑国，郑文公想要求和。孔叔反对，说：“齐国正为我国奔忙，弃其恩德而向楚国讲和，不会有好结果。”前655年（周惠王二十二年、鲁僖公五年、齐桓公三十一年、郑文公十八年）秋，诸侯会盟于首止。郑文公对没有朝见齐国感到惧怕，想要逃走回国而不参加盟誓。孔叔不让他走，说：“国君举动不可轻率，轻率就要失掉亲近的人。失掉亲近的人，祸患必至。日后，国家困难再去乞求结盟，所丧失的回更多了。国君定会后悔。”郑文公不听，潜逃回国。前653年（周惠王二十四年、鲁僖公七年、齐桓公三十三年、郑文公二十年）春，齐国进攻郑国。孔叔对郑文公说：“俗谚说：‘心志不坚，怎能又怕屈辱？’既不能坚强，又不能软弱，只有死路一条。国家危险了，请国君向齐国屈服以挽救国家。”郑文公说：“我知道齐国是为什么来的了，姑且稍稍等我一下。”孔叔回答说：“情况危急，朝露到不了晚上，怎么等待国君呢？”夏，郑文公杀死申侯以讨好齐国。管仲说，郑国有叔詹、堵叔、师叔（孔叔）三个贤明的人执政，还不能去钻空子。